# Anthony Lover
Anthony „Tony“ Lover (* 20. Jahrhundert) ist ein US-amerikanischer Kameramann, Filmregisseur und Filmproduzent, der 1969 für den Kurzfilm De Düva: The Dove für einen Oscar nominiert war. 

## Lebensnotizen
Lover ist seit 1965 in der Filmbranche nachweisbar, als er erstmals als Kameraassistent und Titelautor eingesetzt wurde. Größere Bekanntheit erlangte Lover für seine Mitarbeit an der für einen Oscar nominierten Kurzfilmparodie De Düva (1968), bei der er gemeinsam mit George Coe Regie führte, und mit Coe und Sidney Davis auch als Produzent auftrat. Zudem stand er auch hinter der Kamera und war für den Schnitt des Films verantwortlich. In der Filmkomödie gehen die Gedanken eines Professors, der auf dem Weg zu einem Seminar ist, zurück in die Vergangenheit, als er sich mit einer Taube konfrontiert sieht. Der Film parodiert einige Werke des schwedischen Regisseurs Ingmar Bergman, so die Filmdramen Wilde Erdbeeren, wo ein Professor sich während einer Autofahrt ebenfalls mit Tagträumen und Erinnerungen herumschlägt und Das siebente Siegel, in dem ein Ritter einen Aufschub vom Tod erwirkt.
Bei dem Filmdrama Tödlicher Abstand (Distance) von 1975 führte Lover Regie, stand hinter der Kamera und betätigte sich auch als Editor. In dem Film geht es um zwei Pärchen und deren Eheprobleme, wobei die Probleme eines der Paare auch auf deren unterschiedliche Ethnie zurückzuführen sind und die des anderen Paares auf die Untreue des Ehemannes. Die Männer dienen in der Armee. Unter dem Titel ABC Afterschool Specials wurden verschiedene Lehrfilme, die nachmittags im Fernsehprogramm gezeigt wurden, zusammengefasst. Produziert wurden sie jeweils von verschiedenen Firmen. Lover führte in der Folge The Late Great Me! Story of a Teenage Alcoholic Regie. Inhalt des Films ist das Alkoholproblem einer 15-Jährigen, die einen Jungen beeindrucken will und in der Folge immer mehr alkoholische Getränke konsumiert.
Lovers Filmdrama My Brother mit Vanessa Lynn Williams und Tatum O’Neal wurde 2007 veröffentlicht. Er führte nicht nur Regie, sondern schrieb auch das Drehbuch. Der Film wurde auf dem American Black Film Festival mit dem großen Preis der Jury ausgezeichnet. Erzählt wird die Geschichte der beiden verarmten Jungen, Jesaja und James, wobei James behindert ist. Die Mutter der Jungen befindet sich in einer ausweglosen Situation.

## Filmografie (Auswahl)
- 1965: Flesh and Lace (als Tony Lover; Kameraassistenz)
- 1966: Nackt für eine Nacht (The Naked Fog; Kameraassistenz)
- 1966: Moonlighting Wives (Kamera)
- 1966: Red Roses of Passion (Kamera)
- 1967: My Body Hungers (Kamera)
- 1968: De Düva: The Dove (Kurzfilm; Kamera, Regie, Produzent, Editor)
- 1975: Tödlicher Abstand (Distance; Kamera, Regie, Editor)
- 1979: Junge Schicksale (ABC Aferschool Specials, Fernsehserie,
Folge The Late Great Me! Story of a Teenage Alcoholic; Regie)
- 2006: Two Special Brothers (Video-Dokumentation; Produzent)
- 2006: My Brother (Regie, Drehbuch)
- 2008: Soldier’s Heart (Produzent)
- 2009: American Masters (Seriendokumentation fürs Fernsehen,
Folge A Conversation with Gregory Peck; Produzent)
- 2009: Hellraiser: Deader – Winter’s Lament (kreativer Berater)

## Auszeichnungen
Oscarverleihung 1969
- Nominierung in der Kategorie „Bester Kurzfilm“ gemeinsam mit George Coe und Sidney Davis für den Film De Düva

Daytime Emmy Awards
- Auszeichnung mit dem Emmy für The Late Great Me! Story of a Teenage Alcoholic aus ABC Afterschool Specials

10. American Black Film Festival 2006
- Hauptpreis der Jury für My Brother[4]